# Clara Oswald
Clara Oswald est un personnage de la série télévisée britannique de science-fiction Doctor Who interprété par Jenna Coleman. Clara est la seconde compagne du Docteur dans sa onzième incarnation (jouée par Matt Smith), et la première de sa douzième incarnation (Peter Capaldi).
Elle est présente de la seconde partie de la saison 7 (2013) jusqu'à la fin de la saison 9 (2015). En 2017, elle fait une courte réapparition dans l'épisode spécial Il était deux fois.
Clara a pour particularité d'exister sous de multiples vies différentes, dont deux sont mortes en présence du Docteur. Cette impossibilité est le mystère autour duquel s'articule l'arc narratif de la saison 7.

## Histoire du personnage

### Saison 7 (2012-2013)
Clara Oswald apparaît pour la première fois dans l'épisode L'Asile des Daleks sous le nom d'Oswin Oswald ; elle a été transformée en Dalek et, par la suite, se sacrifie pour sauver le Docteur et ses amis Amy et Rory en leur donnant une chance d'échapper de la prison. 
Elle apparaît ensuite, sous le nom de Clara, dans l'épisode spécial de Noël 2012, La Dame de glace (entre les épisodes 5 et 6, saison 7), où elle mène une double vie, travaillant à la fois comme servante dans une auberge et comme gouvernante dans une famille aisée en 1892. La fin de l'épisode est marquée par la mort de Clara, après laquelle le Docteur découvre que son nom complet était Clara Oswin Oswald et comprend que Clara et Oswin sont la même personne. Intrigué par le fait que la même personne soit morte deux fois et des sentiments qu'il a pu ressentir envers elle, il s'apprête à enquêter tandis qu'à l'époque contemporaine, une autre version de Clara se retrouve proche de la tombe de celle qui l'a précédée. On découvrira ultérieurement que ces deux versions de Clara sont des échos de la version originale, qui est contemporaine.
Après maintes recherches, le Docteur rencontre la version contemporaine et originale du personnage, qui se fait appeler simplement Clara Oswald. Celle-ci ne se rappelle pas de ses précédentes rencontres avec le Docteur.
Le prélude de l'épisode Enfermés dans la toile la montre, enfant, accompagnée de sa mère, discuter brièvement avec le Docteur. Ses parents, Dave et Ellie Oswald sont présentés dans l'épisode Les Anneaux d'Akhaten. Sa mère meurt le 5 mars 2005 (le même jour où Rose Tyler embarque pour la première fois à bord du Tardis).
On apprend à la fin de la septième saison, dans Le Nom du Docteur, que Clara a rencontré le Docteur bien plus de trois fois. À Trenzalore, dans la tombe du Docteur, elle s'est en effet jetée dans la ligne du temps du Docteur et s'est retrouvée éparpillée en de multiples existences toutes vouées à sauver ou aider le Docteur à divers moments de sa vie, notamment pour le protéger des agissements de la Grande Intelligence. Une version de Clara a rencontré notamment sa première incarnation (interprétée par William Hartnell) lorsqu'il volait un TARDIS à l'atelier de réparation, sur Gallifrey, et elle l'a persuadé de prendre un autre, le TARDIS qui depuis lors accompagne le Docteur dans tous ses voyages.
Elle traverse aussi avec le Onzième Docteur un de ses moments les plus sombres dans Le Jour du Docteur, où trois incarnations du Docteur (le Dixième, le Onzième et le Docteur de la guerre) doivent décider ensemble de détruire ou non Gallifrey pour arrêter la guerre du Temps qui fait rage. Elle joue un rôle plutôt important dans ce choix en rappelant aux trois incarnations qui ils sont et que le Docteur doit soigner et non pas détruire ce qui conduit à l'emprisonnement de Gallifrey dans un univers de poche et non pas à sa destruction comme il était dit depuis le début de la série de 2005.

### Saison 8 (2014)
Dans En apnée, Clara fait face à un tout nouveau Docteur pour leur première aventure. Elle a du mal à l'accepter comme il est, considérant encore le Onzième Docteur comme étant "son" Docteur et n'arrivant pas à se faire à cette nouvelle personnalité. À la fin de l'épisode, elle reçoit un coup de fil du Onzième Docteur, de Trenzalore, juste avant qu'il ne se régénère, lui demandant de s'occuper de ce nouveau Docteur et de voir le Docteur tel qu'il est, et non pas seulement son apparence. Elle accepte finalement de continuer à l'accompagner dans ses voyages.
En même temps que ses voyages avec le Docteur, Clara a commencé à enseigner en tant que professeur d'anglais. Elle rencontre alors Danny Pink, professeur de mathématiques et ancien soldat, et tombe amoureuse de lui. Mais ce n'est que dans Jamais seul, que les deux commencent à sortir officiellement ensemble. Clara doit alors partager sa vie entre ses aventures avec le Docteur et sa relation avec Danny, ce qui s'avère assez compliqué pour elle. C'est finalement dans Le Gardien, que Clara est obligée de présenter le Docteur à Danny et Danny au Docteur. Les présentations ne se passent pas très bien, Danny trouvant le Docteur prétentieux et le Docteur détestant Danny à cause de son passé de soldat et de ses sentiments pour "sa Clara". Heureusement, tout se passera finalement bien et les deux hommes arriveront à s'entendre plus ou moins même si Danny lui fait promettre de quitter le Docteur immédiatement si le Seigneur du Temps va un jour trop loin.
C'est ce qui se passe dans La Première Femme sur la Lune lorsque le Docteur laisse Clara toute seule dans une situation délicate. Chamboulée, elle décide alors violemment de quitter le TARDIS et demande au Docteur de ne plus jamais la voir. De longues semaines passent et sa rancœur s'amenuise jusqu'à ce qu'elle pardonne au Docteur suffisamment pour un dernier voyage, un voyage d'adieu durant La Momie de l'Orient-Express. C'est à la fin de cet épisode qu'elle se rend compte qu'elle est devenue accro aux voyages dans le TARDIS et décide de continuer à suivre le Docteur, tout en faisant croire à Danny qu'elle a définitivement arrêté. Danny découvre ce mensonge durant Promenons-nous dans les bois... et demande à Clara d'arrêter de lui mentir, ce que Clara lui promet. 
Un dramatique événement survient au début de La Nécrosphère. Danny meurt brutalement renversé par une voiture en traversant la rue et se retrouve à la "Terre promise", alors que Clara voulait lui annoncer une nouvelle importante au téléphone. Clara décide alors de le sauver avec l'aide du Docteur. Devant sa résolution, il accepte de l'aider et va donc tenter de l'emmener dans l'Au-delà. Au terme de cette aventure et saison, ils échouent cependant à ramener Danny à la vie et Clara cesse de voyager avec le Docteur. Elle change cependant d'avis dans l'épisode de Noël 2014 Douce Nuit.

### Saison 9 (2015)
Lors de la saison 9, Clara continue de voyager avec le Docteur jusqu'à l'épisode Le Corbeau où le Docteur et Clara viennent en aide à Rigsy, un ancien ami qui les a aidés. Celui-ci se retrouve accusé de meurtre d'une Janus qui séjournait dans une rue-piège et a donc un compte à rebours à l'arrière de son cou. Quand le décompte atteindra 0 il décédera, tué par une créature représentée sous la forme d'un corbeau. Ceci est une machination orchestrée par l'immortelle Ashildr qui en échange de la protection de sa rue doit voler au Docteur son Journal de confessions et l'emmener vers "eux". Clara, pour gagner du temps et protéger Rigsy, prend son compte à rebours et ainsi devient la cible du corbeau. Elle demande au Docteur de ne pas changer et de ne pas essayer de se venger après sa mort. Clara décide d’être courageuse et de ne pas fuir face au corbeau qui va lui prendre sa vie. Elle meurt en héroïne sous les yeux du Docteur.
Dans l'épisode Descente au paradis, lorsque le Docteur se réfugie dans son palais mental (le TARDIS), Clara apparaît en tant qu'illusion pour aider le Docteur en écrivant sur le tableau avec une craie. Au moment où il veut abandonner, elle lui apparaît en lui disant qu'il n'est pas le premier à avoir perdu quelqu’un qu'il aimait, de se relever et de gagner, puis elle disparaît.
Clara apparaît dans l'épisode Montée en enfer en tant que serveuse dans un diner du Nevada où le Docteur entre mais celle-ci ne le reconnait pas et Clara lui demande de lui parler de la compagne du Docteur, ne sachant pas qui elle est. Clara est ramenée par les Gallifreyans car le Docteur les a manipulés pour leur faire croire que seule Clara sait qui est l'hybride. Le Docteur s'échappe ensuite avec Clara dans un TARDIS semblable au tout premier TARDIS du Docteur pour essayer de lui rendre la vie de façon permanente. 
La seule solution est que celle-ci oublie toutes ses aventures avec le Docteur mais elle refuse de l'oublier en lui révélant qu'elle l'a vu sur le moniteur et que s'il appuie sur le bouton, ça lui explosera au visage. Elle lui dit que personne n'est jamais à l'abri et qu'elle ne lui a jamais demandé de la sauver, qu'elle a vécu avec lui les meilleurs moments de sa vie et qu'ils lui appartiennent, que personne n'a la garantie de son futur mais qu'elle tient absolument à son passé et que c'est un droit qui lui revient.
Alors ne sachant pas si Clara a réussi à inverser la polarité du bloqueur neuronal compatible avec les humains, Le Docteur lui dit qu'elle a raison et que l'un d'eux doit partir. Ils décident donc d'appuyer ensemble sur le bouton et Clara lui révèle qu'elle ne pense pas pouvoir l'oublier et, commençant à ressentir les effets, le Docteur lui dit qu'elle n'aura pas à l'oublier et s’effondre sur le sol. Il lui fait ses adieux, Clara lui dit qu'elle ne voulait pas ça et qu'elle est désolée. Il lui répond que tout va bien, qu'il est allé trop loin, qu'il est devenu l'hybride, que ce qui arrive est juste et qu'il l'accepte.
Clara lui répond qu'elle ne l'accepte pas et qu'elle doit bien pouvoir faire quelque chose pour lui alors il lui demande de sourire pour lui une dernière fois mais Clara consciente de la douleur de son grand ami en est incapable, il lui répond que tout va bien et qu'il se souviendra de son sourire. Il la regarde une dernière fois avant de s'évanouir, puis il se réveille dans le désert.
De retour au Nevada dans le « Diner » on s’aperçoit que c'est le Docteur qui ne se souvient pas de Clara et tente de la retrouver, persuadé de la reconnaître s'il la voyait. Clara rejoint alors Ashildr dans le TARDIS volé sur Gallifrey. On se rend compte que le « Diner » est le camouflage du circuit « caméléon » de ce TARDIS lorsqu'il se dématérialise. Le Docteur se retrouve à nouveau en plein désert, mais à côté de lui se trouve son TARDIS et il repart voyager. Son TARDIS croise celui de Clara et Ashildr qui elles aussi partent pour de nouvelles aventures. La forme du TARDIS de Clara et Ashildr est bloquée sur le « Diner ».

### Épisode de Noël (2017)
Dans l'épisode du Noël 2017, Il était deux fois, Bill Potts, la nouvelle compagne du Docteur, est devenue un être de verre de la Nouvelle Terre. Elle fait comme cadeau d'adieu au Docteur de lui rendre ses souvenirs perdus et oubliés de Clara Oswald. Cette dernière lui apparaît pour lui faire ses adieux et lui demander de ne plus l'oublier.

## Casting et développement

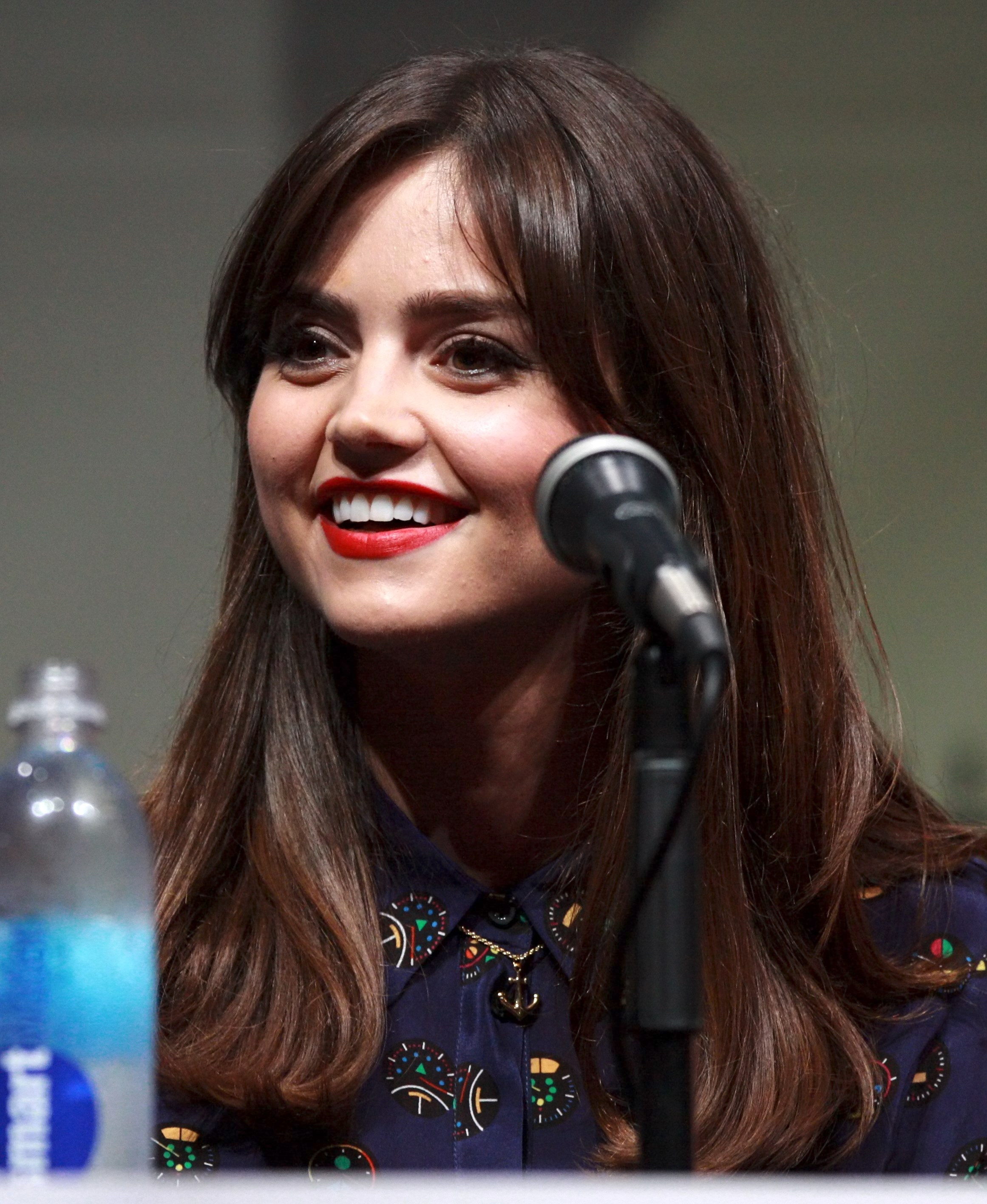
Jenna Coleman en 2013 au Comic Con International de San Diego, Californie.

Le choix de Jenna-Louise Coleman comme compagnon du Docteur a été annoncée le 21 mars 2012. Le producteur et showrunner Steven Moffat l'a choisie pour son alchimie avec Matt Smith et parce qu'elle pouvait parler plus vite que lui. Coleman n'avait jamais regardé la série auparavant, mais une fois choisie, elle a regardé la première partie de la septième saison afin de comprendre l'état d'esprit du Docteur sans connaître trop de détails sur leur relation, afin de jouer de façon plus « spontanée ».
Moffat a voulu que Clara soit différente des autres compagnons en faisant en sorte de révéler le minimum de détails sur le personnage avant ses débuts dans l'épisode spécial de Noël,. Il a ainsi gardé pour lui le fait que Coleman ait auditionné pour deux rôles (Oswin Oswald dans L'Asile des Daleks et la gouvernante victorienne Jasmine) était intentionnel et devait faire partie de son fil rouge de la saison,,.
Clara Oswald est doublée en français par Marielle Ostrowski, qui a doublé auparavant Sally Sparrow dans l'épisode 10 de la saison 3 Les Anges pleureurs ainsi que Jenny dans l'épisode 6 de la saison 4 La Fille du Docteur.

## Apparitions
- 2012 : L'Asile des Daleks
- 2012 : La Dame de Glace
- 2013 : saison 7 (2e partie)
- 2013 : Le Jour du Docteur
- 2013 : L'Heure du Docteur
- 2014 : saison 8
- 2014 : Douce Nuit
- 2015 : saison 9
- 2017 : Il était deux fois